# Xiong Zhi
Xiong Zhi (chinois : 熊摯) , est le huitième Vicomte de Chu. Son règne, dont les dates exactes sont inconnues, a lieu au début de la période de la dynastie Zhou (1046–256 av. J.C). Il succède a son père Xiong Kang, mais ensuite il abdique pour cause de maladie. Son frère cadet Xiong Yan lui succède à la tête de Chu, tandis que Zhi s'exile et fonde l'État mineur de Kui (chinois : 夔).
La description de la vie et du règne de Xiong Zhi par l'historien Sima Qian dans le Shiji) est assez confuse. Sima Qian donne plusieurs noms à Xiong Zhi, tantôt Xiong Hong (chinois : 熊紅), tantôt Xiong Zhihong (chinois : 熊摯紅), et dit de lui qu'il est le deuxième fils de Xiong Qu et le frère cadet de Xiong Kang. Selon le Shiji, Xiong Kang meurt prématurément et c'est Xiong Zhi qui succède à Xiong Qu, avant d’être tué par son frère cadet, Xiong Yan. 
Cependant, ce récit est contredit par des textes historiques antérieurs, à savoir le Zuo Zhuan et les Discours des royaumes, ainsi que les lamelles de bambou de Tsinghua, qui s'accordent tous a dire que Xiong Kang a bien régné sur le Shu et que Xiong Zhi est bien son fils et successeur.